# Kodimuddanahalli, Tumkur
Kodimuddanahalli là một làng thuộc tehsil Tumkur, huyện Tumkur, bang Karnataka, Ấn Độ.